# Tupuxuara
Tupuxuara is een geslacht van uitgestorven pterosauriërs, behorend tot de groep van de Pterodactyloidea, dat leefde tijdens het Vroeg-Krijt in het gebied van het huidige Brazilië.

## Tupuxuara longicristatus

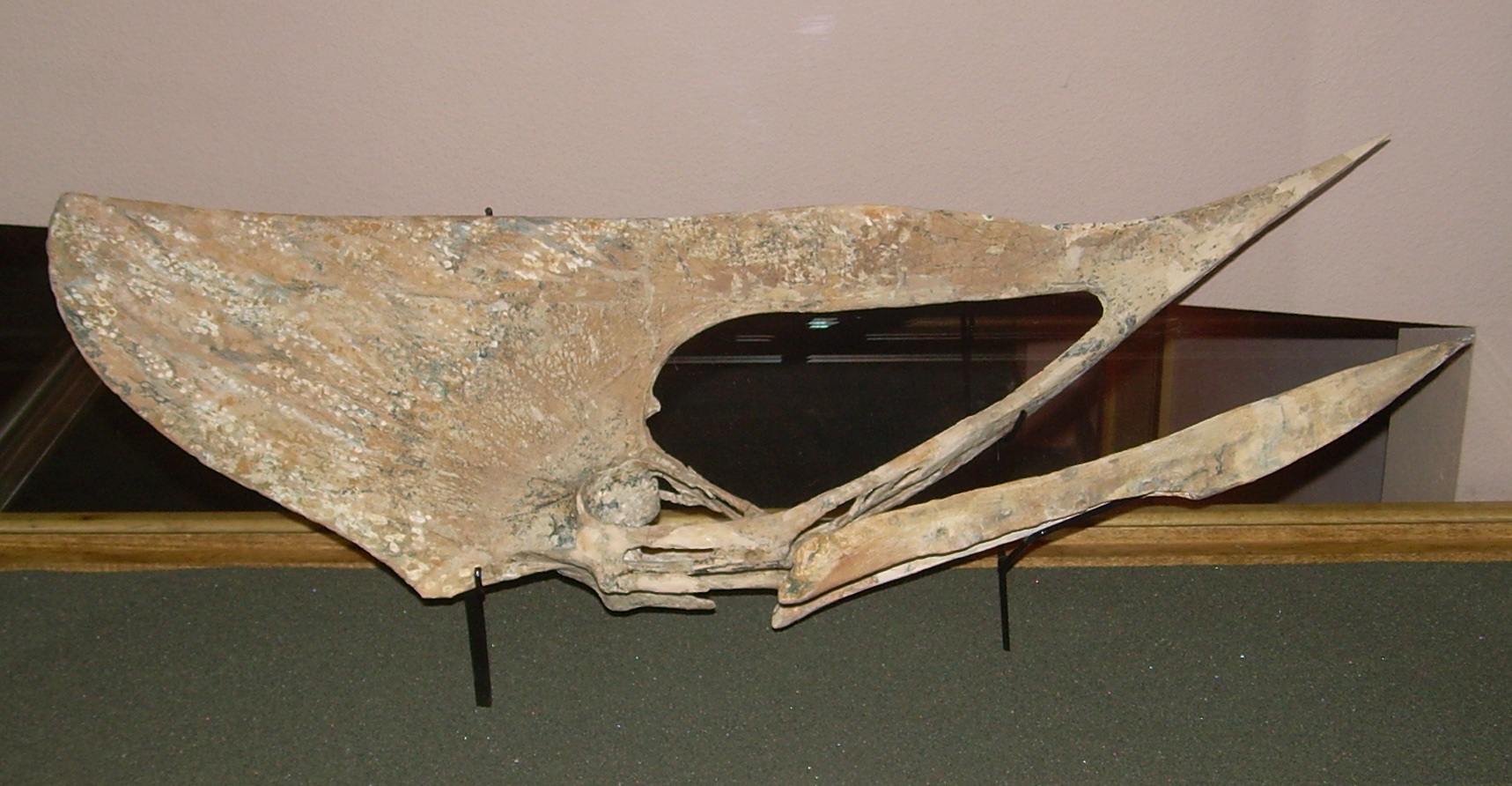
Replica van een T. longiscristatus-schedel

De typesoort van het geslacht, Tupuxuara longiscristatus, is in 1988 benoemd en beschreven door Alexander Kellner en Diogenes de Almeida Campos. De geslachtsnaam verwijst naar een geleigeest uit de mythologie van de Tupi. De soortaanduiding betekent 'met lange kam' in het Latijn.
Het fossiel, holotype MN 6591-V (eerder CD-R-003), is gevonden in een laag van de Santanaformatie (Albien) in de staat Ceará. Het bestaat uit de voorkant van een schedel en wat fragmenten van de beenderen van beide vleugels van hetzelfde individu.
T. longicristatus heeft een lange kam die geleidelijk van de snuit schuin omhoog naar achteren loopt.
Later zijn nog veel meer beenderen via de commerciële fossielenhandel verworven. Ze bevinden zich in kalknodules die rond de botten zijn afgezet waardoor ze uitstekend geconserveerd zijn. Het hele skelet is nu bekend maar door de veelheid van vondsten heeft nog geen volledige beschrijving plaatsgevonden. Omstreden is of aparte soorten binnen het materiaal moeten worden onderscheiden — een standpunt dat kracht vindt in het feit dat de vondstgegevens onbekend zijn en er zich dus een aanzienlijke verborgen afwijking in ouderdom kan voordoen — of dat de verschillen een gevolg zijn van variatie in rijping of geslacht. Voor twee vormen is tot nu toe een nieuwe soort benoemd. Er is in 2006 door David Martill en Darren Naish, die overigens het soortonderscheid ontkennen, wel nog een derde soort gesuggereerd, een verder onbenoemde Tupuxuara sp.(ecies), voor een stuk kaak uit het Opper-Krijt gevonden in Texas. Gezien het tijdsverschil van ruim vijftig miljoen jaar en het feit dat het fragment niet voldoende diagnostisch is, heeft David Unwin in 2007 de identificatie verworpen.

## Tupuxuara leonardii

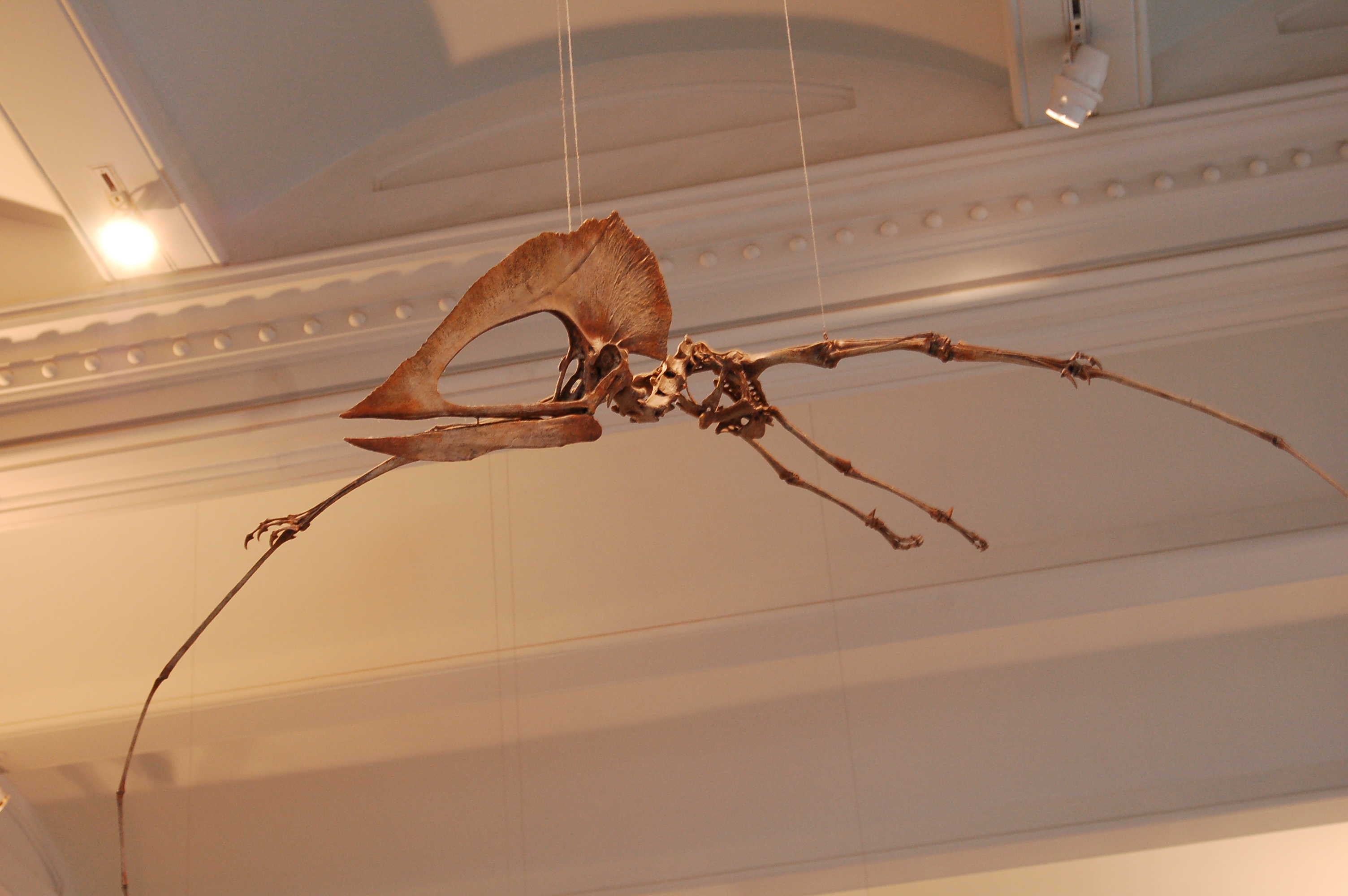
Replica van het skelet van T. leonardii

In 1994 werd door Kellner een tweede soort benoemd: Tupuxuara leonardii. De soortaanduiding eert paleontoloog Giuseppe Leonardi. Het holotype is MN 6592-V (eerder MCT 1495-R), een fragmentarische schedel. Later werd nog ander materiaal aan de soort toegewezen zoals SMNK PAL 4330, een dertig centimeter lange fragmentarische schedel en IMCF 1052 (Iwaki Museum of Coal Mining & Fossils), een gedeeltelijk skelet met complete schedel en onderkaken. T. leonardii onderscheidt zich door een hollere voorkant van de kam, die tot ver buiten de hersenpan doorloopt. Ook de onderkaken dragen een lage kam. De tandeloze kaken hebben een spitse punt die iets naar boven gericht is.

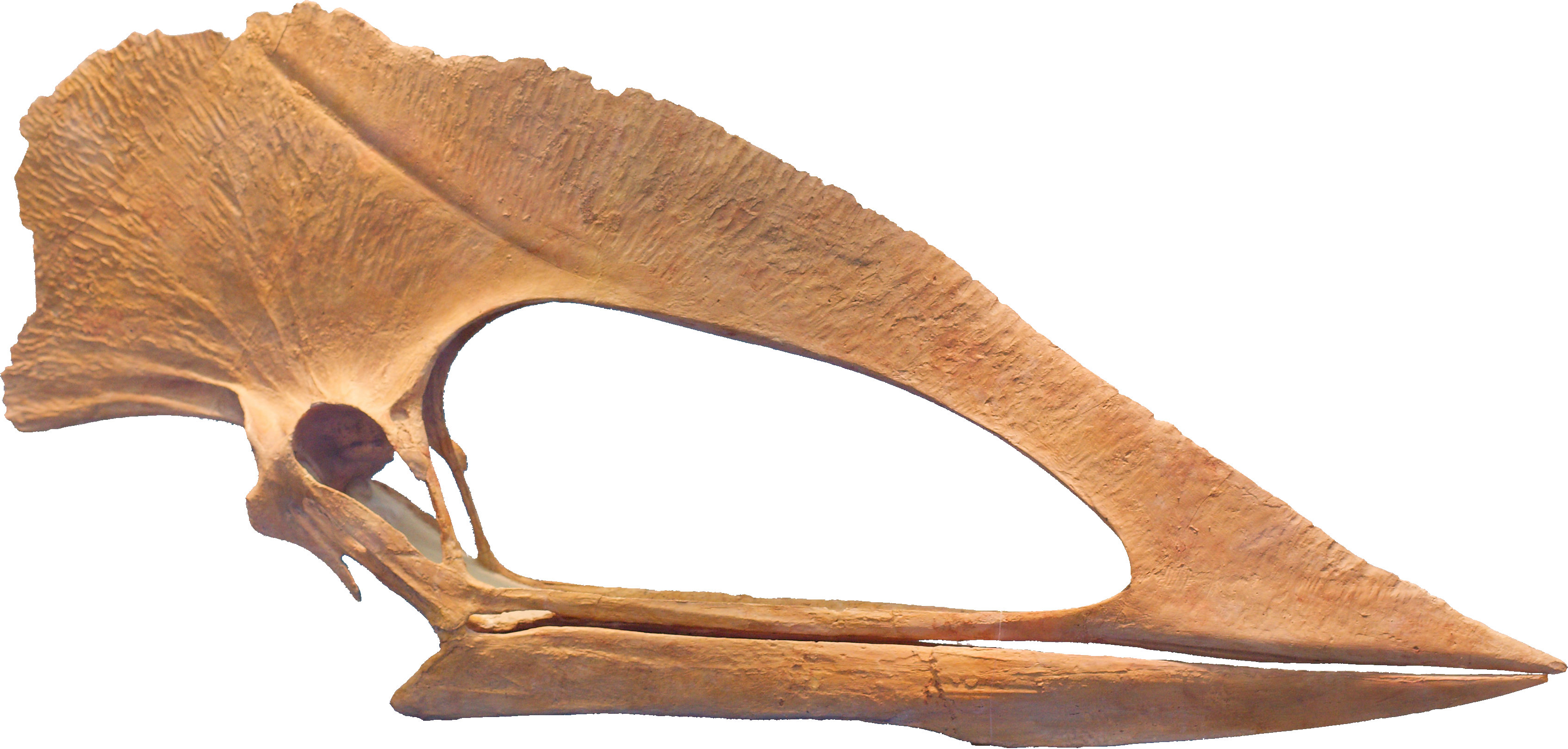
Schedel van T. leonardii

De schedel van het holotype heeft een geschatte lengte van negentig centimeter. De vleugelspanwijdte is ongeveer 4,5 meter. Ander materiaal duidt op een schedellengte van 130 centimeter en een vlucht van 5,5 meter; bij de groei nam de relatieve lengte van de kam dus toe.

## Tupuxuara deliradamus
In 2009 werd een derde soort benoemd door Mark Paul Witton: Tupuxuara deliradamus. De soortaanduiding is afgeleid van het Latijnse delirus, 'waanzinnig' en adamas, 'hardste staal', waarvan weer het woord diamant is afgeleid, in het Engels diamond dat ook 'ruit' betekent, een verwijzing naar de hoekiger ruitvormige grote schedelopening bij deze soort en ook naar het nummer Shine On You Crazy Diamond van Pink Floyd. De soort is beschreven op basis van twee fragmentarische schedels met onderkaken, holotype SMNK PAL 6410 en paratype KPMNH DL 84 (Kanagawa Prefectural Museum of Natural History), met een geschatte lengte van 85 centimeter. De schedelopening, de fenestra nasoantorbitalis, heeft een wat bolle onderrand en een schuine (120°) rechte achterrand waarachter de schedel 150° naar achteren helt; de oogkassen staan erg laag. De schedelkam is relatief ten opzichte van de schedel het grootst van alle bekende soorten; de kam op de onderkaken is juist vlakker. In 2023 concludeerde de studie dat het zou gaan om een lid van de Tapejarinae indeterminata dat de zustersoort was van Caupedactylus. Wellicht zou een nieuw geslacht benoemd moeten worden. Typisch tapejarine kenmerken zijn zijn een tak van het jukbeen richting traanbeen die naar achteren helt, de achterrand van de fenestar nasoantorbitalis die een abrupte knik toont op het niveau van de bovenrand van de oogkas en het quadratum dat 150° naar achteren helt.

## Fylogenie

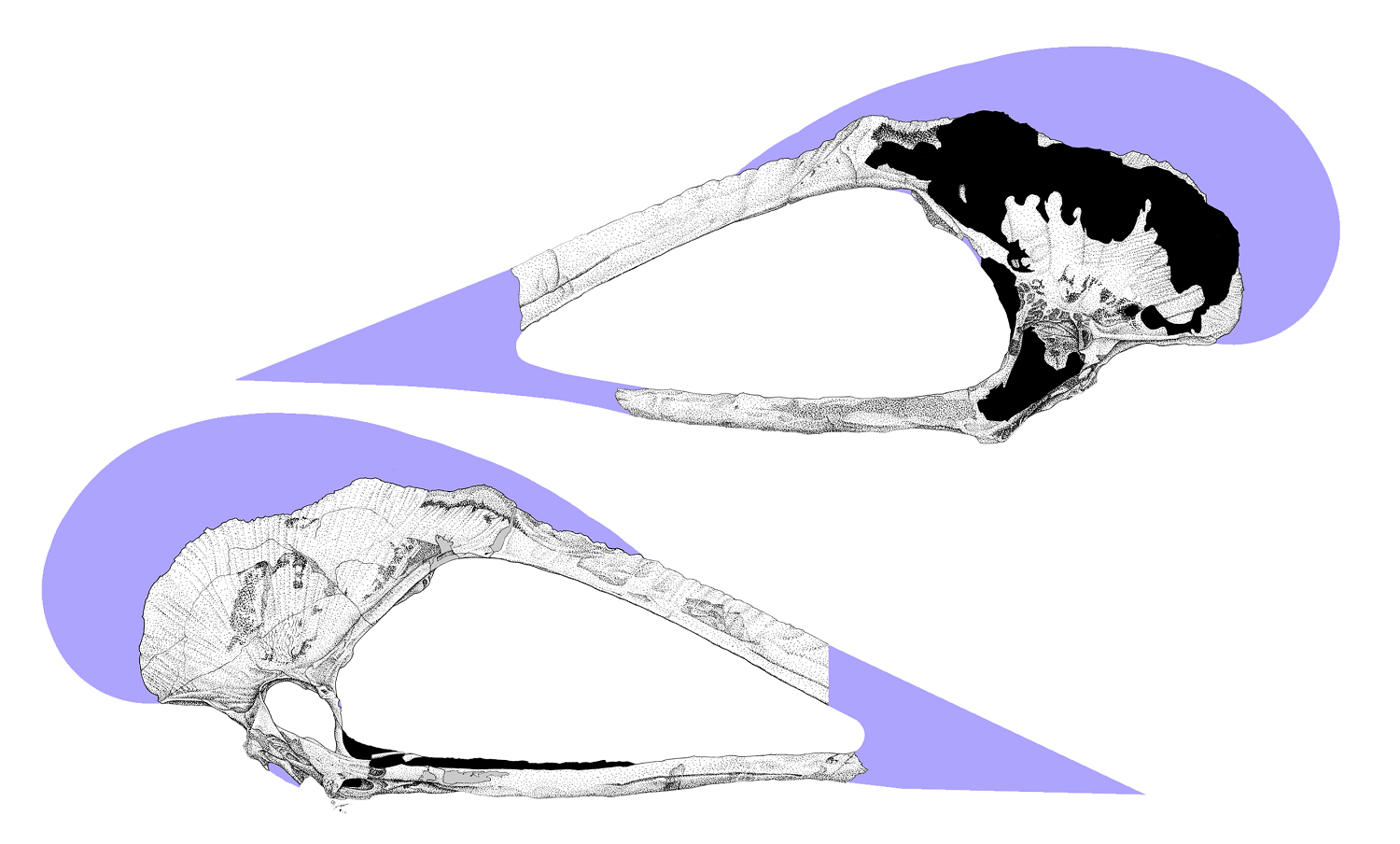
Een diagram van T. deliradamus door Jaime Headden

Kellner plaatste Tupuxuara in 1989 in de Tapejaridae, als een verwant van de ook kamdragende Tapejara uit dezelfde formatie. Latere kladistische analyses hadden echter soms tot uitkomst dat Tupuxuara nauwer verwant was aan de Azhdarchidae — de Russische paleontoloog Lev Nesov had al in 1991 gesteld dat de soort tot deze groep behoorde, een standpunt dat tegenwoordig algemeen als te extreem wordt afgewezen. Tupuxuara is in ieder geval nauw verwant aan Thalassodromeus, volgens sommige auteurs binnen een Thalassodrominae. Soms wordt het geslacht ook in een eigen Tupuxuaridae geplaatst maar Witton toonde in 2009 aan dat Thalassodrominae of Thalassodromidae prioriteit heeft.

## Levenswijze
Kellner dacht oorspronkelijk dat Tupuxuara een viseter was die met zijn puntige kaken door het zeeoppervlak scheerde totdat hij tegen een prooi stiet. Later onderzoek heeft echter aangetoond dat zo'n gedrag biomechanisch uiterst bezwaarlijk was voor zo'n grote vorm: het zou te veel energie gekost hebben en de vorm van de kaak was, zoals metingen met modellen hebben aangetoond, ook verre van optimaal om de weerstand te beperken. Daarom is geopperd dat de soort op de bodem naar eten zocht, dat misschien ten dele uit vruchten bestond. Het klauteren in bomen, dat voor de kleinere Tapejaridae wel is verondersteld, zal voor zo'n forse soort ondoenlijk geweest zijn; Witton suggereert dat de beesten naast grote struiken lopend het ooft eruit plukten.
De kammen werden dus vermoedelijk niet gebruikt om het water te breken; ze dienden ter communicatie binnen de soort, als rijpings- of geslachtskenmerk voor seksuele selectie. Dit wordt bevestigd door de vondst van kleine exemplaren, kennelijk onvolwassen dieren, waarbij zich tussen kam en de achterkant van de schedel een duidelijke beennaad bevindt, een teken dat de kam bij het ouder worden over de schedel heen groeide. Ze waren wellicht felgekleurd; de tinten die de vele illustraties van deze aansprekende vorm tonen, zijn puur speculatief.